# Négociateur immobilier
Le négociateur immobilier est un intermédiaire entre les acheteurs et les vendeurs de biens immobiliers. Ce commercial peut exercer sous différents statuts juridiques tels que celui de salarié, d’agent commercial ou en portage salarial.

## Champ d’intervention
Le négociateur immobilier intervient bien en amont de la transaction. En effet, il constitue dans un premier temps son portefeuille de biens.
Son travail s’organisant autour de plusieurs activités, il se doit de posséder des compétences dans divers domaines tels que le juridique, la gestion financière et surtout le commerce.
Après avoir évalué le prix du bien, le négociateur doit le présenter à la vente puis le faire visiter aux acquéreurs potentiels.
Étant présent du début jusqu’à la fin, le négociateur accompagne ses clients, aussi bien vendeurs qu’acheteurs, jusqu’au bout de la transaction. 
Il joue un rôle essentiel en ce qui concerne la mise en accord des parties.
Également, afin de vendre au mieux le bien, le négociateur peut proposer des services complémentaires aux clients comme des solutions de financement, de travaux ou de home-staging. L’ensemble de ces services permet généralement de vendre le bien plus rapidement.

## La prise de mandat
L’article 72 de la loi Hoguet oblige le négociateur à détenir un mandat pour chaque négociation. Une fois la prise de mandat effectuée, il va pouvoir promouvoir le bien à travers différents moyens de diffusion ou sites publicitaires. Le but étant de trouver des acquéreurs le plus rapidement possible.
Le mandat donné au négociateur doit comporter différentes mentions obligatoires. 
Deux types de mandat existent : 
- Le mandat non exclusif qui permet au mandant de confier la vente à d’autres agences ou professionnels. Il peut aussi chercher lui-même un vendeur.
- Le mandat exclusif, qui comme son nom l’indique, donne l’exclusivité à un professionnel.

## Carte professionnelle
Afin d’être habilité à exercer le métier chaque négociateur doit travailler sous une carte de transaction immobilière, aussi appelée carte T. Grâce à cette carte, le négociateur va pouvoir réaliser des opérations de transactions immobilières.
Pour l’obtention de celle-ci, le demandeur doit posséder au minimum une assurance RCP (Responsabilité Civile Professionnelle) et éventuellement une garantie financière ainsi qu’un compte séquestre.
Il existe également une deuxième carte, la carte G (gestion immobilière) qui permet la gestion de biens loués.

## Rémunération
La rémunération d’un négociateur immobilier est établi en fonction de son activité. C'est-à-dire qu’il est rémunéré grâce à un système d’honoraires, familièrement appelé « commission ». Chaque agence possède son propre barème d’honoraires car, depuis 1986, celles-ci ne sont plus plafonnées hormis pour les états des lieux, les frais de dossier de location et la rédaction du bail (Loi Alur 2014)